# Branko Vukićević
Branko Vukićević, né le 18 décembre 1961 à Belgrade, dans la République socialiste de Serbie, est un ancien joueur yougoslave de basket-ball, évoluant au poste de pivot.

## Carrière

### Palmarès
- Médaille de bronze aux Jeux olympiques 1984